# Orlické hory
Les monts Orlické hory (en français : « montagnes de l'aigle ») sont une chaîne de montagnes située principalement dans le Nord de la Bohême en Tchéquie et le long de la frontière avec la Pologne, dans laquelle ses contreforts s'étendent vers le nord. Les monts Orlické hory forment un sous-groupe de la chaîne centrale des Sudètes. Ils suivent la frontière avec la Pologne sur une quarantaine de kilomètres. Les montagnes Orlické hory sont principalement composées de roches cristallines, telles que le granite et le gneiss comme l'ensemble du massif de Bohême au sein de la chaîne hercynienne située au centre de l'Europe dont ils font partie.
Le point culminant des monts Orlické hory est le mont Velká Deštná qui culmine à 1 115 mètres d'altitude.

## Liens externes

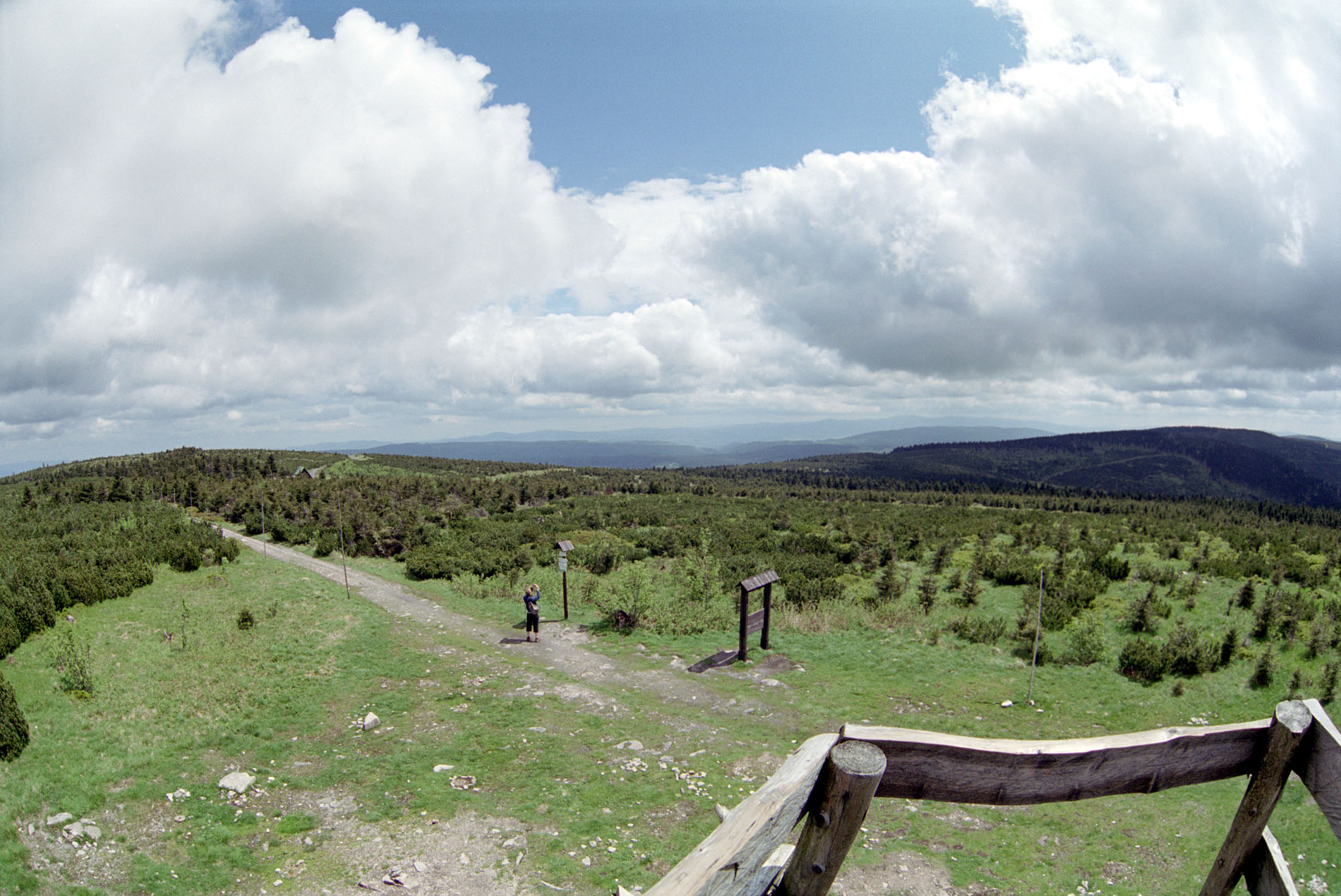
Vue du point culminant des Orlické hory, le Velká Deštná.

Localisation des monts Orlické hory en Pologne.